# Shinji Ōtsuka
Shinji Ōtsuka (jap. 大塚 真司 Ōtsuka Shinji; ur. 29 grudnia 1975) – japoński piłkarz.

## Kariera klubowa
Od 1994 do 2008 roku występował w klubach JEF United Ichihara, Kawasaki Frontale, Omiya Ardija, Montedio Yamagata i Consadole Sapporo.

## Kariera reprezentacyjna
W 1995 roku Shinji Ōtsuka zagrał na Mistrzostwach Świata U-20.